# Amarok (KDE)
Amarok è un software libero per riprodurre file multimediali e file audio sviluppato per l'ambiente desktop KDE, utilizzabile anche in altri ambienti desktop.
Attualmente viene distribuito indipendentemente dal pacchetto kdemultimedia in quanto parte del modulo extragear.
Il nome deriva dall'album Amarok di Mike Oldfield. Poiché amarok (o amaroq) nella lingua Inuktitut significa lupo, il tema del lupo è richiamato nella grafica del programma, a cominciare dall'icona.
Il passaggio a KDE 4 ha offerto agli sviluppatori l'occasione per una profonda revisione del programma. Questo ha comportato un'iniziale diminuzione delle funzionalità presenti progressivamente aggiunte con le nuove versioni della serie 2.

## Caratteristiche
Una caratteristica di Amarok è la possibilità di ricercare informazioni sui brani ascoltati, come il testo della canzone, la copertina dell'album o le informazioni sull'autore da vari servizi presenti su Internet, come MusicBrainz o Amazon.com.
Inoltre è possibile visualizzare informazioni sull'autore, l'album o la traccia del brano che si sta ascoltando da Wikipedia.
Una funzionalità integrata è la possibilità di collegarsi automaticamente con un account del sito last.fm: Amarok spedisce automaticamente i dettagli dei brani ascoltati, in modo da partecipare alle comunità musicali del sito.
Sempre grazie a un collegamento a Internet, il programma è in grado di indicare artisti collegati a quello attualmente in ascolto, in modo da offrire stimoli per la ricerca e l'espansione dei propri orizzonti musicali.
Dalla versione 1.4.4 Amarok è divenuto il primo lettore multimediale open source ad aver il supporto per Magnatune, il negozio online di musica digitale libera da DRM. Magnatune afferma che per ogni canzone venduta metà del ricavo va all'artista e il 10% della quota mensile dell'utente che utilizza Amarok viene devoluto al progetto stesso.

### Funzioni specifiche
Ecco una lista delle principali funzioni di Amarok:
- Procedura di configurazione al primo avvio.
- Per la gestione audio si appoggia al sottosistema multimediale Phonon fornito da KDE 4 (sostituito da GStreamer dalla versione 3.3[5])
- Possibilità di gestire i metadati dei file musicali (anche in gruppo) integrato con il database online di MusicBrainz.
- Download automatico delle copertine dei CD Audio da Amazon.com e gestore delle stesse integrato.
- Browser delle scalette per gestire le collezioni musicali.
- Sistema di valutazione della propria musica.
- Supporto integrato per lettori audio USB, con interfaccia MTP ed anche iPod.
- Possibilità di masterizzare i CD grazie al supporto integrato per K3b.
- Testi delle canzoni scaricati in automatico.
- Icona animata nel vassoio di sistema (opzionale).
- Supporto nativo per Audioscrobbler[6]: scalette dinamiche possono essere generate da Last.fm.
- Potente interfaccia di scripting che consente di espandere Amarok.
- Equalizzatore grafico a 10 bande.
- Supporto per Podcasting.
- Mostra informazioni sugli artisti da Wikipedia.
- Possibilità di usare SQLite3, MySQL e PostgreSQL come database.
- Schemi di colori configurabili. Il browser interno può essere modificato con i CSS.